# Nižegorodskaja (stanice Moskevského centrálního okruhu)
Nižegorodskaja (rusky Нижегородская) je stanice na Moskevském centrálním okruhu. Je pojmenována podle blízké ulice.

## Charakter stanice
Stanice Nižegorodskaja se nachází ve čtvrti Nižegorodskij rajon mezi křížením Moskevského centrálního okruhu s gorkovským směrem moskevské železnice a křížením Moskevského centrálního okruhu s Nižegorodskou ulicí (Нижегородская улица), která na východ od tohoto křížení pokračuje jako Rjazanskij prospekt (Рязанский проспект).
Na této stanici funguje jedno ostrovní nástupiště. Na rozdíl od jiných stanic na této lince se pod nástupištěm nachází mohutné podzemní prostory pro cestující, které jsou základem pro budoucí dopravně přestupní uzel. Je zde možný přestup na stejnojmennou stanici metra na linkách Někrasovskaja a Bolšaja kolcevaja a dále i na stejnojmennou železniční zastávku, kterou obsluhují vlaky na lince MCD-4. 